# اتاق سیاه (فیلم ۲۰۱۷)
اتاق سیاه (به انگلیسی: The Black Room) فیلمی محصول سال ۲۰۱۷ و به کارگردانی رولف کانفسکی است. در این فیلم بازیگرانی همچون ناتاشا هنستریج، لوکاس هاسل، لین شی، تیفانی شپیس و اوگی دوک ایفای نقش کرده‌اند.